# Manuel Fernandes (1951–2024)
Manuel José Tavares Fernandes (ur. 5 czerwca 1951 w Sarilhos Pequenos, zm. 27 czerwca 2024 w Lizbonie) – portugalski piłkarz występujący na pozycji napastnika, a następnie trener piłkarski.

## Kariera klubowa
Karierę rozpoczął w 1969 r. w CUF Barreiro, którego barwy reprezentował przez 5 lat. W 1975 r. przeszedł do Sportingu, w którym występował przez 12 lat. W tym czasie zdobył dwa mistrzostwa Portugalii (1980, 1982), dwa Puchary Portugalii (1980, 1982) oraz dwa Superpuchary kraju (1982, 1987). W sezonie 1985/86 z 30 golami został królem strzelców Primeira Liga. W 1987 r. odszedł do Vitórii Setúbal, gdzie w 1988 r. zakończył karierę.

## Kariera reprezentacyjna
W seniorskiej reprezentacji Portugalii zadebiutował 3 grudnia 1975 w wygranym 1:0 meczu eliminacji mistrzostw Europy 1976 z Cyprem. 17 listopada 1976 w wygranym 1:0 pojedynku eliminacji mistrzostw świata 1978 z Danią strzelił pierwszego gola w kadrze. W latach 1975–1987 w drużynie narodowej rozegrał łącznie 30 spotkań i zdobył 7 bramek.

## Kariera trenerska
Jako trener prowadził drużyny takie jak: Vitória Setúbal, Estrela Amadora, AD Ovarense, SC Campomaiorense, FC Tirsense, ponownie Vitória Setúbal, CD Santa Clara, Sporting CP, FC Penafiel, angolski AS Aviação, União Leiria oraz po raz trzeci Vitórię Setúbal. W latach 1992–1994 pracował także jako asystent w Sportingu. W 2001 r., trenując go już samodzielnie, wygrał z nim Superpuchar Portugalii.